# Berekböszörmény
Berekböszörmény ist eine ungarische Gemeinde im Kreis Berettyóújfalu im Komitat Hajdú-Bihar.

## Geografie
Berekböszörmény grenzt an den rumänischen Kreis Bihor und an folgende Gemeinden:
|                | Told                                        | Biharkeresztes         |
| Körösszegapáti | Kompassrose, die auf Nachbargemeinden zeigt | Girișu de Criș (RO-BH) |
|                | Toboliu (RO-BH)                             |                        |

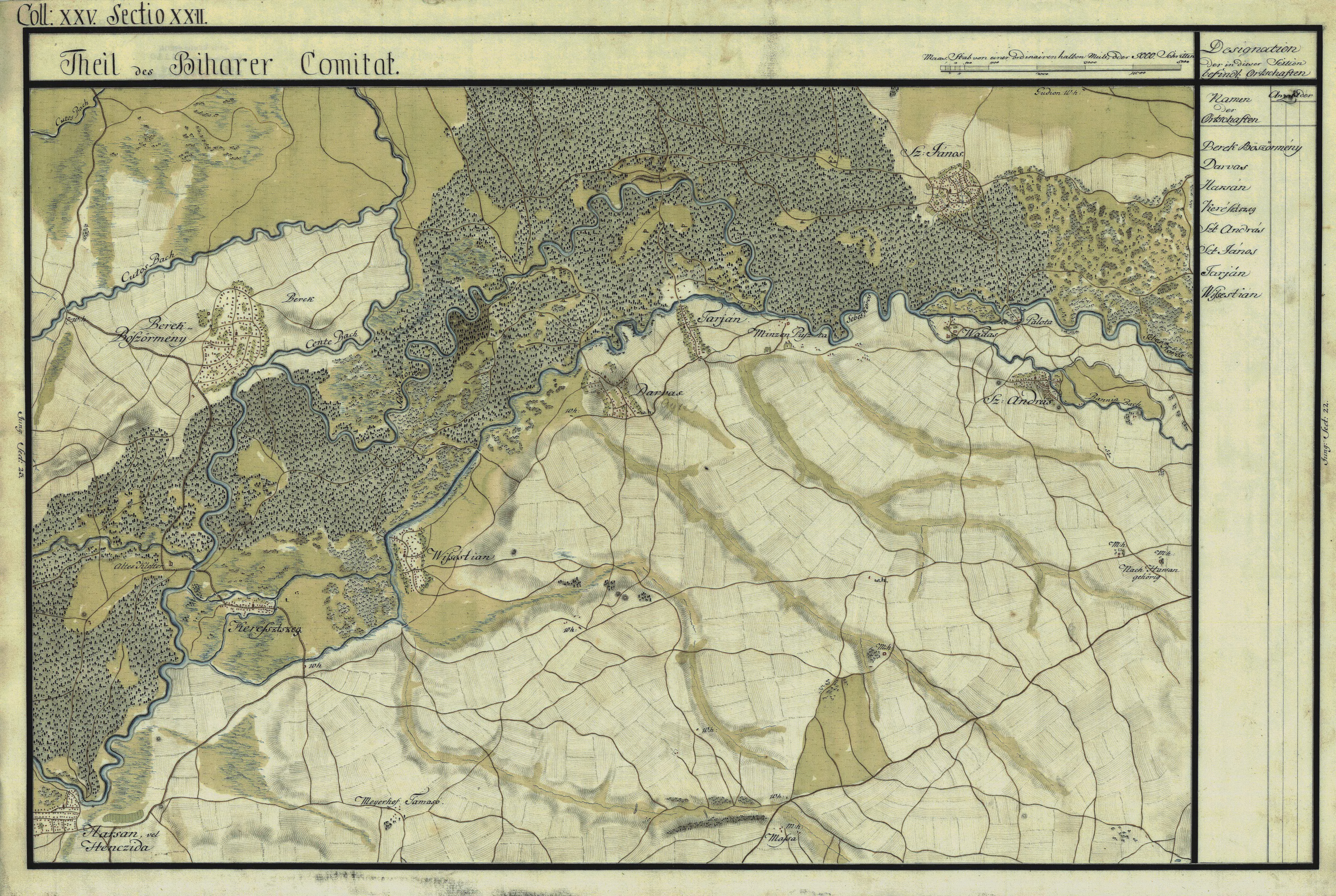
Berek Böszörmény (Links Mitte) um 1782 (Aufnahmeblatt der Josephinischen Landesaufnahme)
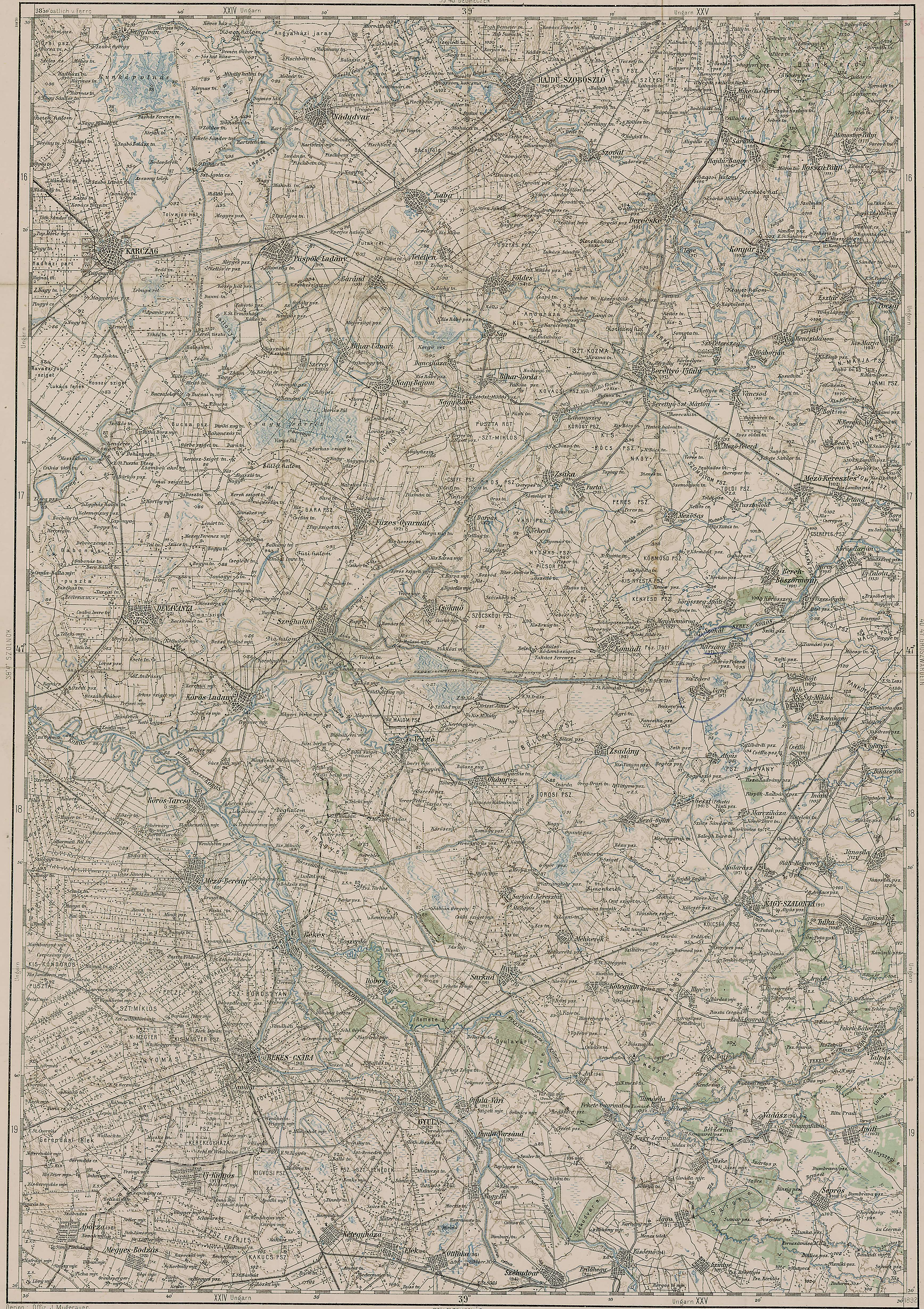
Berek-Böszörmény (N 47° 4'; O 39° 21') um 1892 (Aufnahmeblatt der Franzisco-Josephinischen Landesaufnahme)

## Sehenswürdigkeiten
- Herrenhaus Csáky (Csáky-udvarház), erbaut in der zweiten Hälfte des 18. Jahrhunderts
- Lajos-Kossuth-Statue von György Kiss
- Reformierte Kirche, ursprünglich erbaut 1678, von 1781–1783 und 1824–1829 umgebaut und erweitert
  - Die Orgel der Kirche wurde 1904 von Sándor Országh gebaut.

## Verkehr
Durch Berekböszörmény verläuft die Landstraße Nr. 4215. Der nächstgelegene Bahnhof befindet sich sechs Kilometer nördlich in Biharkeresztes.